# Fèrric

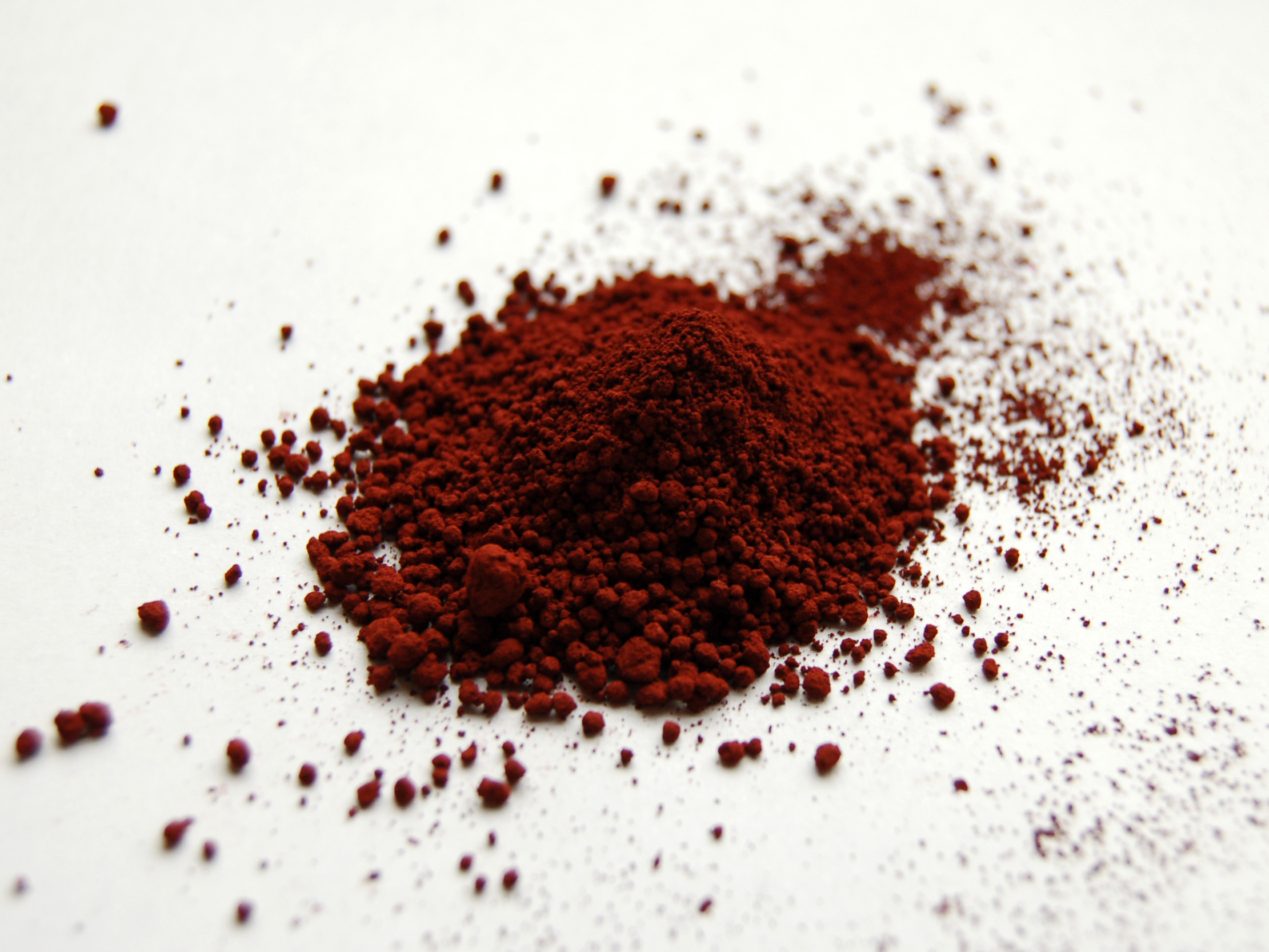
Òxid fèrric

Fèrric es refereix als materials que contenen ferro o als compostos químics amb ferro (III) amb un nombre d'oxidació de +3, també s'anomena com Fe3+. S'oposa al ferrós que té un nombre d'oxidació de +2 (Fe2+). El ferro(III) és normalment la forma més estable del ferro a l'aire com demostra el rovellat, una forma insoluble del material que conté ferro(III).

## Biologia
Moltes proteïnes contenen ions fèrrics. Entre els exemples es troben l'oxihemoglobina, ferritina, i els citocroms.
L'anèmia il·lustra els problemes resultants de la ingestió baixa de ferro.
Els bacteris secreten agents atraients del ferro anomenats sideròfors per a ser usats en la metal·loproteïna.

Diagrama Pourbaix del ferro aquòs

Els ions fèrric mitiguen l'eutrofització dels llacs, tot reduint la biodisponibilitat del fòsfor en l'aigua donat que el fosfat fèrric és insoluble i té un efecte de disminueix del contingut d'algues.